# Bathoxiphus soyomaruae
Bathoxiphus soyomaruae är en blötdjursart som beskrevs av Takashi A. Okutani 1964. Bathoxiphus soyomaruae ingår i släktet Bathoxiphus och familjen Entalinidae. Inga underarter finns listade i Catalogue of Life.